# Лищенко, Александра Максимовна
Александра Максимовна Лищенко (14 декабря 1918, с. Чернозёрье, Мокшанский уезд, Пензенская губерния, РСФСР — 23 августа 1990, с. Шунга, Костромской район, Костромская область, СССР) — зоотехник колхоза «12-й Октябрь» Костромского района Костромской области, Герой Социалистического Труда (1953).

## Биография
Родилась в 14 декабря 1918 года в селе Чернозёрье Мокшанского уезда Пензенской губернии (ныне Мокшанского района Пензенской области).
Окончив среднюю школу, в 1935—1939 годах обучалась в Мокшанском сельскохозяйственном техникуме по специальности зоотехник, затем несколько лет работала в Калмыцкой АССР зоотехником по племенному делу. В 1946 году перешла работать в Костромской госплемрассадник, а с декабря 1948 года работала зоотехником в колхозе «12-й Октябрь» Костромского района с коровами «костромской» породы. В 1951 году минимум в 1,5 раза перевыполнила годовой план прироста поголовья по каждому виду скота и получила от 102 коров в среднем по 5220 килограмма молока за год.
Указом Президиума Верховного Совета СССР от 26 августа 1953 года «за достижение высоких показателей в животноводстве в 1951 году» удостоена звания Героя Социалистического Труда с вручением ордена Ленина и золотой медали «Серп и Молот».
Скончалась 23 августа 1990 года и похоронена в селе Шунга Костромского района.
Заслуженный зоотехник РСФСР (1965). Награждена орденами Ленина (26.8.1953), Трудового Красного Знамени (10.3.1976), медалями.